# Museum für namibische Mode
Das Museum für namibische Mode (englisch Museum of Namibian Fashion) ist ein nationales Museum in Otjiwarongo in Namibia. Es wurde am 1. Juni 2022 für Besucher eröffnet. Aufgrund der COVID-19-Pandemie in Namibia hatte die Eröffnung als virtuelles Museum bereits im August 2020 stattgefunden. 
Das Museum wurde mit Hilfe der Gerda Henkel Stiftung, der UNESCO, des namibischen Kultur- und Bildungsministeriums, der Museums Association of Namibia, des Fashion Council of Namibia, des namibischen Nationalmuseums, der Stiftung Preußischer Kulturbesitz und der Universität von Namibia ins Leben gerufen.
Es zeigt als Modemuseum die Geschichte namibischer Mode und gliedert sich in sechs Ausstellungsbereiche:
1. Rezeption und Handwerksladen
2. Perlen und Muscheln sowie Haar und Haarschmuck
3. Leder und Häute sowie Metallarbeiten
4. Pflanzen, Knochen und Steine sowie Tattoos und Körpermalereien
5. Textilien sowie neue Mode
6. Menschen